# Sint-Quintinuskerk (Wommersom)

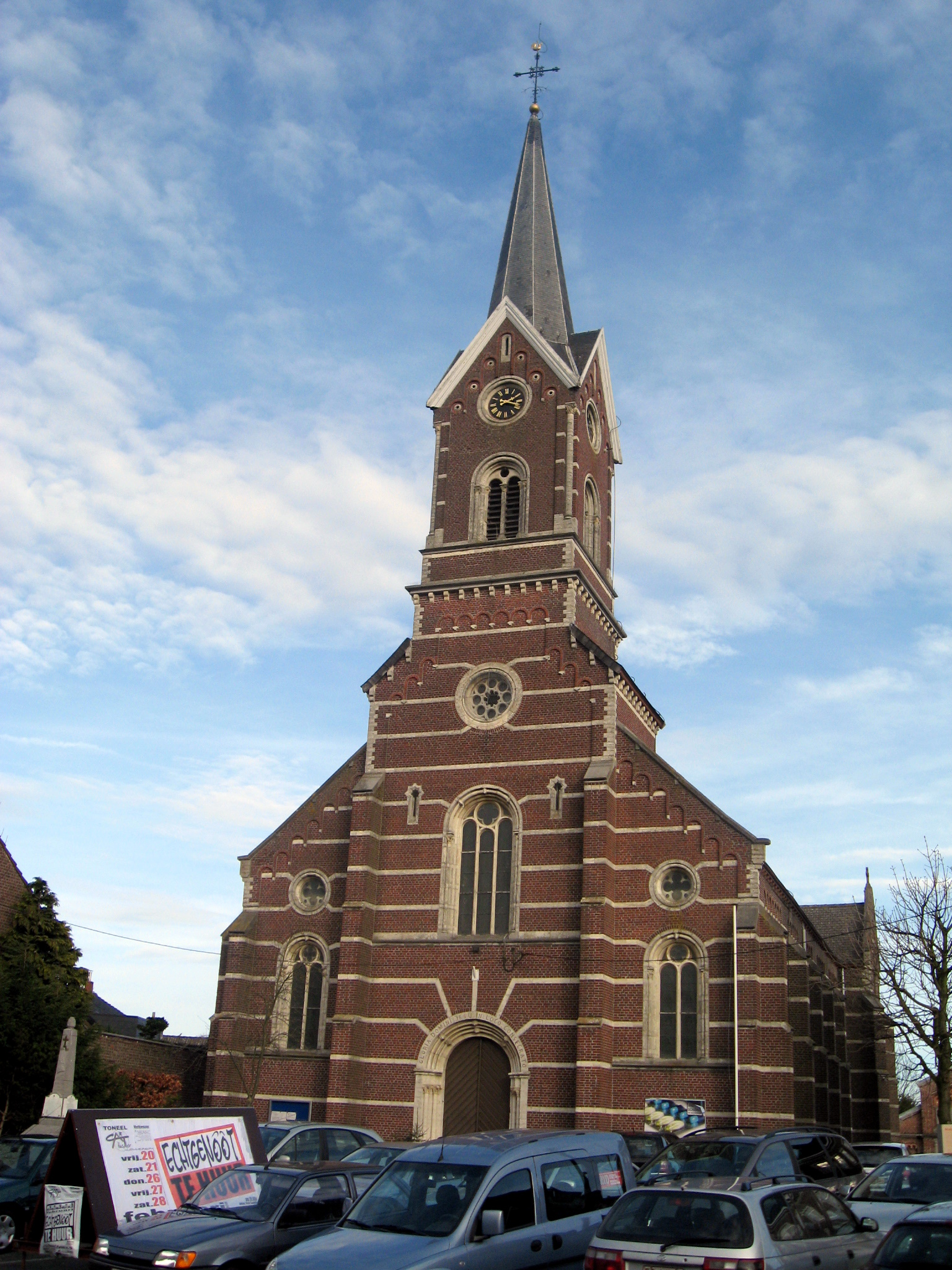
Sint-Quintinuskerk

De Sint-Quintinuskerk is de parochiekerk van de tot de Vlaams-Brabantse gemeente Linter behorende plaats Wommersom, gelegen aan de Sint-Kwintensstraat.

## Geschiedenis
In 1036 werd voor het eerst melding gemaakt van een kerk in Wommersom. Het patronaatsrecht werd toen geschonken aan het kapittel van Incourt. In 1241 kwamen de rechten aan de Abdij Vrouwenpark te Rotselaar.
In 1635 werd de kerk door brand verwoest en daarna weer herbouwd. In de 19e eeuw bleek deze kerk bouwvallig en in 1863-1865 werd een nieuwe kerk gebouwd naar ontwerp van Alexander Van Arenbergh. Deze staat naast de gesloopte oude kerk.

## Gebouw
Het betreft een neoromaans kerkgebouw met ingebouwde toren en een drievoudig afgesloten koor. De kerk is gebouwd in baksteen met witte natuursteen voor speklagen en andere versieringen.

## Interieur
De kerk bezit een doopvont met vier maskers (15e-16e eeuw) en een biechtstoel van 1755. Verder veel kerkmeubilair uit de 19e en begin 20e eeuw. Er zijn diverse heiligenbeelden waaronder Sint-Dorothea (16e eeuw), Sint-Blasius (17e eeuw) en Sint-Rochus (17e eeuw).
Op het kerkhof vindt men het familiegraf van de familie T'Serclaes de Wommersom, gebouwd in 1864 en voorzien van de wapenspreuk fortiter et fideliter.